# Grêmio Esportivo Maringá
O Grêmio Esportivo Maringá (GEM) foi o primeiro time profissional da cidade de Maringá, no estado do Paraná. Mandava seus jogos no Estádio Willie Davids. Tradicional clube da cidade de Maringá, foi campeão do Torneio dos Campeões da CBD de 1969, Torneio Centro–Sul de 1968 e  Torneio Centro/Sul x Norte/Nordeste de 1968. Em nível estadual, foi bicampeão paranaense (1963 e 1964), além de duas vezes vice-campeão (1965 e 1967).
O clube, que já disputou 2 vezes a 1ª divisão do Campeonato Brasileiro e por 10 vezes a 1ª divisão do Paranaense, desativou-se em 1971, após encontrar-se com muitas dívidas.

## História
Desportistas da Cidade Canção se reuniram com a iniciativa de fundar a primeira equipe profissional de futebol na cidade. Com as cores preta e branca, nascia, em 8 de setembro de 1961, o Grêmio Esportivo Maringá (GEM), estreando no Campeonato Paranaense de Futebol no ano seguinte.
O Grêmio inicia sua história de forma marcante. Logo em 1963, conquista o Campeonato Paranaense sobre o Ferroviário de Curitiba e no ano seguinte repete o título sobre o Seleto de Paranaguá. Ainda embalado, fica com o vice-campeonato em 1965 perdendo o título para o mesmo Ferroviário.
Ainda em 1965, no dia 16/05, em comemoração ao aniversário de 18 anos de Maringá, o Grêmio foi derrotado por 11 a 1 em um amistoso contra o Santos de Pelé no Willie Davids.
No dia 13 de fevereiro de 1966, o Grêmio Esportivo Maringá (GEM), enfrentou a seleção da União Soviética (CCCP), que era uma das favoritas da Copa do Mundo daquele ano, que ocorreria em julho na Inglaterra. A seleção soviética veio com seus astros, entre eles o goleiro Lev Yashin, conhecido como "Aranha Negra". Foi considerado o jogo do ano no Paraná. O GEM vinha em uma boa fase, além dos estaduais recentes, havia vencido alguns dias antes o Rapid de Viena no Willie Davids por 4 a 3, em 30 de janeiro.
Após uma partida emocionante, o GEM venceu por 3 a 2. O então governador Paulo Pimentel enviou telegrama: “Peço, amigo Navarro (Mansur, presidente do Grêmio), que cumprimente aos atletas do Grêmio, leve meu abraço pessoal pela vitória magnífica do próprio futebol brasileiro nas terras araucarianas. Desejo, ainda, que sintam nesta manifestação, o calor do interesse com que acompanhei o impressionante feito esportivo internacional, conquistado pelos rapazes do Grêmio”.
A partida foi um marco na história do futebol da Cidade Canção. Os amistosos no Brasil serviam de preparação para a Copa do Mundo de 1966, na Inglaterra, na qual os soviéticos ficaram em quarto lugar. Antes de jogar em Maringá, a URSS goleara o Atlético-MG por 6 a 1, vencera o Cruzeiro por 1 a 0 e o Uberlândia por 2 a 0 – todos os jogos em Minas Gerais.
Em 1967, conquista mais um vice-campeonato paranaense diante o Água Verde de Curitiba.
Em 1968, conquista o Torneio Centro-Sul, superando o Villa Nova/MG na final, garantindo assim uma vaga no Torneio dos Campeões da CBD de 1969. O Torneio dos Campeões reuniria quatro equipes, que disputavam, além de uma vaga na Taça Libertadores da América de 1970, o título de campeão dos campeões do Brasil. O Grêmio Esportivo Maringá venceu o Sport Recife na preliminar, que também valeu o título do "Torneio Centro-Sul x Norte-Nordeste de 1968", classificando-se para o mata-mata seguinte, contra o Santos. Após dois empates  no Willie Davids, por 1 a 1 e 2 a 2, sendo o último em 1970, o Santos desistiu do desempate e a CBD reconheceu o time de Maringá vencedor por 1 a 0. O Botafogo, que entraria diretamente na final, também desistiu. A competição garantiria vaga na Copa Libertadores da América de 1970, mas antes de seu fim a CBD já havia decidido não enviar qualquer representante, em razão da preparação da Seleção para a Copa do Mundo. Antes do segundo jogo contra a equipe paulista, o Galo jogou o Torneio Centro/Sul x Norte/Nordeste de 1969, certame amistoso disputado no Maracanã, contra o Nacional-AM; em preliminar de jogo da Seleção Brasileira, o time amazonense ganhou por 1 a 0.
Em 1º de Agosto de 1971, o Grêmio realiza o que seria seu último jogo, sendo derrotado pelo Jandaia por 1 a 0 no Willie Davids. Após o campeonato estadual de 1971, o presidente pediu afastamento das competições por um ano. O afastamento acabou sendo definitivo.

## Títulos
| NACIONAIS | NACIONAIS                         | NACIONAIS | NACIONAIS               |
| Troféus   | Competição                        | Títulos   | Temporadas              |
| --------- | --------------------------------- | --------- | ----------------------- |
|           | Torneio dos Campeões da CBD       | 1         | 1969                    |
| REGIONAIS |                                   |           |                         |
| Troféus   | Competição                        | Títulos   | Temporadas              |
|           | Torneio Centro-Sul                | 1         | 1968                    |
| ESTADUAIS |                                   |           |                         |
| Troféus   | Competição                        | Títulos   | Temporadas              |
|           | Campeonato Paranaense             | 2         | 1963 e 1964             |
|           | Campeonato do Interior Paranaense | 4         | 1963, 1964, 1965 e 1967 |
|           | Série Norte                       | 3         | 1963, 1964 e 1965       |
|           | Torneio Início Série Norte        | 1         | 1963                    |

Outras conquistas:
- Torneio Centro/Sul x Norte/Nordeste: 1968[23]

## Estatísticas

### Participações
| Competição              | Temporadas | Melhor campanha            | Estreia | Última |
| Paranaense (Série Ouro) | 10         | Campeão (1963 e 1964)      | 1962    | 1971   |
| Campeonato Brasileiro   | 2          | 16º colocado (1964 e 1965) | 1964    | 1965   |